# Bombylella firjuzana
Bombylella firjuzana är en tvåvingeart som först beskrevs av Paramonov 1929.  Bombylella firjuzana ingår i släktet Bombylella och familjen svävflugor. Inga underarter finns listade i Catalogue of Life.